# Sociedade Independente de Comunicação
Sociedade Independente de Comunicação (kortweg SIC), is een commerciële televisiezender uit Portugal. Het is het derde kanaal op de kabel. De zender is eigendom van Impresa, een Portugees mediaconglomeraat. De zender begon met uitzenden op 6 oktober 1992 en is gevestigd in Paço de Arcos, in de buurt van Lissabon. 
De programmering van het algemene kanaal SIC bestaat voornamelijk uit telenovela's en praatprogramma's. Daarnaast bestaan er ook een aantal themakanalen, waaronder SIC notícias, een nieuwszender, SIC Radical, gericht op jongeren, SIC Mulher, gericht op vrouwen, SIC K, gericht op kinderen, SIC Internacional, een internationale zender en SIC Cara, dat voornamelijk over celebrities gaat. 